# آرنت جان ونسینک
آرنت جان ونسینک (به آلمانی: Arent Jan Wensinck) (متولد ۷ اوت ۱۸۸۲ در آرلندروین؛ درگذشته ۱۹ سپتامبر ۱۹۳۹ در لیدن) اسلام‌شناس هلندی، مورخ الهیات عرفانی سوریه و استاد زبان‌های سامی بود.

## زندگی‌نامه
آرنت یان ونسینک، فرزند یوهان هرمان ونسینک، یک کشیش اصلاح‌طلب هلندی، و همسرش آنا سارا گیرترویدا ورمیر، در ابتدا راه پدرش را دنبال کرد و پس از گذراندن دبیرستان در آمرسفورت و لیدن، در سال ۱۹۰۱ شروع به تحصیل در رشته الهیات در دانشگاه اوترخت کرد. با این حال، یک ترم بعد، تصمیم گرفت زبان‌های سامی را مطالعه کند و اولین امتحان خود را در سال ۱۹۰۲ با نمره عالی گذراند. او این مطالعات را از ژوئیه ۱۹۰۴ در دانشگاه لیدن زیر نظر مایکل یان دِ گویجه، عرب‌شناسان، و کریستین اسنوک هورگرونیه ادامه داد و دکترای خود را در ۳۰ آوریل ۱۹۰۶ دریافت کرد. علاوه بر عبری و آرامی، او زبان‌های سریانی و عربی را نیز آموخت، در سخنرانی‌هایی در برلین و هایدلبرگ شرکت کرد و در ۱۸ مارس ۱۹۰۸ دکترای خود را با پایان‌نامه‌ای با عنوان «محمد و یهودیان مدینه» دریافت کرد.
او کار حرفه‌ای خود را با تدریس زبان عبری در مدارس متوسطه و به عنوان مدرس خصوصی لهجه‌های سریانی و آرامی غربی در اوترخت آغاز کرد. در همان زمان، او در اوترخت الهیات خواند و بعداً به ترک‌شناس مارتین هوتسما روی آورد.
در سال ۱۹۱۲، ونسینک به عنوان استاد زبان عبری در دانشگاه لیدن منصوب شد. در ۳ اکتبر همان سال، او با ماریا الیزابت دوبانتون ازدواج کرد. این زوج صاحب دو پسر و دو دختر شدند. در سال‌های ۱۹۲۷/۲۸، او به عنوان رئیس دانشگاه لیدن خدمت کرد.
ونسینک در طول زندگی خود ارتباط نزدیکی با کلیسای اصلاح‌شده هلند داشت. کمی قبل از مرگش در سال ۱۹۳۹، جزوه‌ای با عنوان «De Nederlandsch-Hervormde Kerk en de Gemeente van Christus» نوشت که در آن بینش‌های خود را در مورد مراسم مذهبی به اشتراک گذاشت.
ونسینک، محققی آرام و گوشه‌گیر، زندگی آرامی داشت و بزرگترین سرگرمی‌اش موسیقی بود که در آن آرامش می‌یافت. ونسینک در میان همکارانش از شهرت بالایی برخوردار بود.

## آثار
- Arent Jan Wensinck, Johannes H. Kramers (Hrsg.): Handwörterbuch des Islam. 2. Auflage. Brill, Leiden 1976,  This article incorporates text from a publication now in the Public Domain: فرهنگ زندگی‌نامه ملی. London: اسمیت، الدر اند کو. 1885–1900. {{cite encyclopedia}}: Missing or empty |title= (help) .